# Anna Ziębińska-Witek
Anna Ziębińska-Witek – polska historyczka, profesor nauk humanistycznych, wykładowczyni Instytutu Historii UMCS.

## Życiorys
W 1996 ukończyła studia z zakresu pedagogiki kulturalno-oświatowej na Uniwersytecie Marii Curie-Skłodowskiej w Lublinie, a w 1998 studia z zakresu historii na tej samej uczelni. W 2003 uzyskała stopień doktora nauk humanistycznych w zakresie historii na podstawie rozprawy Historiografia w funkcji traumatycznej. Doświadczanie Holocaustu, napisanej pod kierunkiem Jana Pomorskiego.
W 2012 uzyskała stopień doktora habilitowanego, na podstawie monografii: Historia w muzeach. Studium ekspozycji Holokaustu.
Od 2003 zatrudniona w Instytucie Kulturoznawstwa UMCS na stanowisku asystenta, a następnie adiunkta. W 2019 przeniosła się do Katedry Humanistyki Cyfrowej i Metodologii Historii Instytutu Historii UMCS.
W swoich badaniach naukowych Anna Ziębińska-Witek koncentruje się na tematyce wystawiennictwa muzealnego, teoretycznych problemach wiedzy i przeszłości, a także na muzealnych upamiętnieniach Holokaustu i komunizmu. Była promotorką jednego doktoratu. W 2006 przetłumaczyła książkę Berel Lang Nazistowskie ludobójstwo. Akt i idea.

## Wybrane publikacje
- 2005: Holocaust: problemy przedstawiania
- 2011: Historia w muzeach: studium ekspozycji Holokaustu
- 2018: Muzealizacja komunizmu w Polsce i Europie Środkowo-Wschodniej